# Gordana Trebješanin
Gordana Trebješanin (Berane, 1979.), crnogorska akademska slikarica

## Životopis
Rodila se u Beranama 1979. godine. Na Cetinju na Fakultetu likovnih umjetnosti diplomirala je slikarstvo 2002. godine. Profesorica je likovne umjetnosti na gimnaziji u Podgorici. Izlagala na samostalnim i kolektivnim izložbama u Crnoj Gori (Gradska galerija Kotor, Cetinje, Herceg-Novi, Galerija ljetnikovca Buća u Tivtu, Podgorica, Bar) i inozemstvu (Grčka, Srbija).